# Charles Wuorinen
Charles Wuorinen (Upper West Side, Manhattan, Nova York, 9 de juny de 1938 - Nova York, 11 de març de 2020) va ser un compositor, pianista, director d'orquestra i professor universitari nord-americà.
Llicenciat per Columbia i màster en Música, Wuorinen va començar a compondre amb cinc anys i a estudiar piano als sis. Als setze anys va rebre el Premi de Joves Compositors de la Filharmònica de Nova York, i el maig de 1954, el Cor John Harms va estrenar la seva obra coral O Filii et Filiae a l'Ajuntament. Va actuar com a cantant i pianista amb els cors a l'Església del Descans Celestial i a l'Església de la Transfiguració (Little Church Around The Corner), i va ser el pianista d'assaig per a l'estrena mundial de l'òpera Panfilo de Carlos Chávez i Lauretta a la Universitat de Colúmbia durant la primavera de 1957. Amb trentados anys va guanyar el Premi Pulitzer de Música amb “Time’s Encomium”, la primera composició electrònica que aconseguia aquest premi. Wuorinen també musicalitzà el llibre de Salman Rushdie “Haroun”, que es va estrenar el 2004.
Fou autor, entre moltes altres obres, de l'òpera Brokeback Mountain, que es va estrenar mundialment al Teatro Real de Madrid el 2014. Wuorinen, autor de 279 obres, a més de la seva tasca com a intèrpret i com a compositor, va ser professor en diverses institucions, incloses la Universitat de Colúmbia i l'Escola de Música de Manhattan. El compositor estava casat amb el seu antic company i gerent Howard Stokar.
Fou membre cofundador del Grup per a la Música Contemporània, un conjunt instrumental creat el 1962. Exercí com a professor a la Universitat de Colúmbia entre 1964 i 1971, i l'any 1970 rebé el Premi Pulitzer de Música per l'obra electrònica Time’s Encomium (1968). El 1975 acabà The W.of Babylon (1971-75), una de les millors òperes del segle xx, i l'obra orquestral Reliquary for Igor Stravinsky (1975), composta per encàrrec de la vídua d'aquest compositor. El 1979 publicà el tractat Simple Composition i l'any 1985 fou nomenat compositor resident de l'Orquestra Simfònica de San Francisco, per a la qual escriví Rhapsody for Violin and Orchestra (1983), The Golden Dance (1986) i Genesis (1989). També són destacables A Winter’s Tale (1991) i el ballet Delight of the Muses (1991). Compositor prolífic, té un catàleg de més de 200 obres, les quals representen un compendi del llenguatge i el pensament musicals del segle xx. Des del 1984 és professor a la Rutgers University.
Wuorinen va morir a vuitantaun anys en un centre mèdic de Nova York a conseqüència de les lesions que li va provocar una caiguda el mes de setembre del 2018.